# یغناساری وانک
یغناساری وانک (ارمنی: Եղնասարի վանք؛ انگلیسی: Yeghnasari Vank) یک صومعه متعلق به کلیسای حواری ارمنی (اسقف‌نشین آرتساخ) واقع در شهر گتاشتن، استان شاهومیان جمهوری آرتساخ می‌باشد. ساخت و ساز این ساختمان در سده ۱۷ام میلادی؛ به پایان رسید. این بنا به سبک معماری ارمنی طراحی شده‌است.

## نگارخانه
{{-}]